# حزب خلق ملی آلمان

نشان حزب خلق ملی آلمان

حزب خلق ملی آلمان (به آلمانی: Deutschnationale Volkspartei، یا به اختصار DNVP) نام یک حزب محافظه‌کار ملی بود که در زمان جمهوری وایمار فعالیت داشت. تا پیش از برآمدن حزب ناسیونال‌سوسیالیست کارگران آلمان، حزب خلق ملی آلمان عمده‌ترین حزب محافظه‌کار و ملی آلمان بود. این حزب در اواخر ۱۹۱۸ میلادی و پس از انقلاب ۱۹۱۸-۱۹۱۹ آلمان پایه‌ریزی شد.
این حزب مخالف سرسخت قانون اساسی وایمار و پیمان ورسای بود. از ۱۹۲۹ حزب با حزب نازی آدولف هیتلر وارد همکاری شد، در ۱۹۳۳ از صدارت عظمای هیتلر حمایت نمود و در همان سال منحل گردید.